# Gustav Thöni
Gustav Thöni (ur. 28 lutego 1951 w Trafoi) – włoski narciarz alpejski, trzykrotny medalista olimpijski, siedmiokrotny medalista mistrzostw świata oraz czterokrotny zdobywca Pucharu Świata.Jeden z najbardziej utytułowanych zawodników w historii tej dyscypliny.

## Kariera
W zawodach Pucharu Świata Gustav Thöni zadebiutował 11 grudnia 1969 roku w Val d’Isère, gdzie zajął pierwsze miejsce w slalomie gigancie. Tym samym już w swoim debiucie nie tylko wywalczył pierwsze punkty, ale od razu zwyciężył. W kolejnych startach w sezonie 1969/1970 jeszcze ośmiokrotnie plasował się na podium w tym odniósł trzy zwycięstwa: 4 stycznia w Bad Hindelang wygrał slalom, a 29 i 30 stycznia 1970 roku w Madonna di Campiglio był najlepszy w gigancie. W klasyfikacji generalnej zajął trzecie miejsce, ulegając tylko Austriakowi Karlowi Schranzowi i Patrickowi Russelowi z Francji. W tym samym sezonie był także najlepszy w klasyfikacji giganta, a w klasyfikacji slalomu zajął czwarte miejsce. W lutym 1970 roku wystartował na mistrzostwach świata w Val Gardena, gdzie zajął czwarte miejsce w slalomie. Walkę o medal przegrał tam z Billym Kiddem z USA, który był lepszy o 0,70 sekundy.
W trzech kolejnych sezonach Thöni zdobywał Kryształową Kulę za zwycięstwo w klasyfikacji generalnej Pucharu Świata. W tym czasie aż 26 razy stawał na podium zawodów pucharowych, odnosząc osiem zwycięstw: 10 stycznia 1971 roku w Madonna di Campiglio, 25 lutego 1971 roku w Heavenly Valley, 4 lutego 1973 roku w St. Anton am Arlberg i 4 marca 1973 roku w Mont-Sainte-Anne wygrywał slalomy, a 21 lutego 1971 w Sugarloaf, 27 lutego 1971 i 2 marca 1972 w Heavenly Valley, a także 15 stycznia 1973 roku w Adelboden był najlepszy w gigancie. Oprócz triumfów w klasyfikacji generalnej Włoch wygrywał także klasyfikację giganta w sezonach 1970/1971 i 1971/1972 oraz klasyfikację slalomu w sezonie 1972/1973. W sezonie 1970/1971 był także drugi w klasyfikacji slalomu, plasując się za Francuzem Jean-Noëlem Augertem. W 1972 roku wystartował na igrzyskach olimpijskich w Sapporo, gdzie zdobył dwa medale. W swoim pierwszym starcie, biegu zjazdowym zajął trzynaste miejsce. Jednak trzy dni później wywalczył złoty medal w gigancie, wyprzedzając o ponad sekundę dwóch Szwajcarów: Edmunda Bruggmanna i Wernera Mattle. Ponadto zdobył srebrny medal w slalomie, rozdzielając na podium Hiszpana Francisco Fernándeza Ochoę i swego kuzyna, Rolanda Thöniego. Igrzyska w Sapporo były równocześnie mistrzostwami świata, jednak kombinację rozgrywano tylko w ramach drugiej z tych imprez. W konkurencji tej zdobył kolejny złoty medal, wyraźnie wyprzedając Szwajcara Waltera Trescha i Jima Huntera z Kanady.
W sezonie 1973/1974 osiem razy stawał na podium, w tym trzykrotnie na najwyższym stopniu: 21 stycznia w Adelboden i 2 marca w Voss wygrywał giganta, a 10 marca 1974 roku w Vysokich Tatrach był najlepszy w slalomie. Nie wystarczyło to jednak do kolejnego triumfu w klasyfikacji generalnej, w której wyprzedził go inny Włoch, Piero Gros. Thöni był za to najlepszy w klasyfikacji slalomu oraz trzeci w klasyfikacji giganta, w której wyprzedzili go jedynie Piero Gros i Austriak Hans Hinterseer. W lutym 1974 roku wystąpił na mistrzostwach świata w Sankt Moritz, skąd przywiózł dwa medale. Zarówno w slalomie, jak i w slalomie gigancie okazał się tam najlepszy. W slalomie był o 0,92 s szybszy od Hansa Hinterseera i o 0,99 s szybszy od Piero Grosa. W gigancie natomiast wyprzedził Austriaka Davida Zwillinga o 0,78 s i Francisco Fernándeza Ochoę o 1,58 s. Nie wystąpił tam w biegu zjazdowym, wobec czego nie był klasyfikowany w kombinacji.
Czwarte i ostatnie zwycięstwo w klasyfikacji generalnej odniósł w sezonie 1974/1975. We wszystkich startach plasował się w czołowej dziesiątce. Na podium znalazł się jedenaście razy, lepsze wyniki pod tym względem osiągnął tylko w sezonie 1970/1971, kiedy dokonał tego dwunastokrotnie. Łącznie zdobył 250 punktów, wyprzedzając w klasyfikacji generalnej Ingemara Stenmarka Szwecji oraz Austriaka Franza Klammera. Odniósł wtedy aż sześć zwycięstw w dwóch konkurencjach: 12 stycznia w Wengen, 19 stycznia w Kitzbühel i 1 lutego w Megève był najlepszy w kombinacji, a 30 stycznia w Chamonix, 15 marca w Sun Valley i 23 marca 1975 roku wygrywał slalomy. Dało mu to drugie miejsce w klasyfikacji slalomu, za Ingemarem Stenmarkiem, a przed Piero Grosem. Był też czwarty w klasyfikacji giganta i dziewiąty w klasyfikacji zjazdu. Thöni wygrał wszystkie trzy zawody w kombinacji rozgrywane w tym sezonie, jednakże nie prowadzono wówczas odrębnej klasyfikacji kombinacji, a wyniki zawodów liczyły się tylko do klasyfikacji generalnej. Włoch był rekordzistą pod względem zwycięstw w klasyfikacji generalnej aż do sezonu 1992/1993, kiedy swoje piąte zwycięstwo odniósł reprezentant Luksemburga Marc Girardelli.
Przez dwa kolejne sezony odniósł tylko trzy zwycięstwa w zawodach PŚ: 5 grudnia 1975 roku w Val d’Isère i 12 stycznia 1976 roku w Adelboden był najlepszy w gigancie, a 16 stycznia 1977 roku w Kitzbühel wygrał kombinację. Zwycięstwo w Kitzbühel było jego ostatnim triumfem w zawodach pucharowych. W sezonie 1975/1976 był trzeci w klasyfikacji generalnej, za Stenmarkiem i Grosem. Zajął ponadto drugie miejsce w klasyfikacjach kombinacji i giganta oraz trzecie w klasyfikacji slalomu. Pięć miejsc na podium, w tym zwycięstwo w Kitzbühel, wystarczyły do zajęcia szóstego miejsca w kolejnym sezonie. Ostatnie medale wywalczył podczas igrzysk olimpijskich w Innsbrucku w 1976 roku. W slalomie zajął tam drugie miejsce, plasując się za Piero Grosem, a przed Willim Frommeltem z Liechtensteinu. Thöni w obu przejazdach uzyskał drugie wyniki, tracąc ostatecznie do zwycięzcy 0,44 sekundy. Na tych samych igrzyskach zajął 26. miejsce w zjeździe, a w gigancie był czwarty, przegrywając walkę o brązowy medal z Ingemarem Stenmarkiem o 0,26 sekundy. Ponadto w rozgrywanej w ramach mistrzostw świata kombinacji Gustav Thöni zajął pierwsze miejsce, wyprzedzając Williego Frommelta i Grega Jonesa z USA.
Sezon 1977/1978 zakończył dopiero na 26. miejscu w klasyfikacji generalnej. Ani razu nie stanął na podium, a w czołowej dziesiątce uplasował się sześć razy. najlepszy wynik osiągnął 6 marca 1978 roku w Waterville Valley, gdzie był piąty w gigancie. Wystartował na mistrzostwach świata w Garmisch-Partenkirchen w 1978 roku, jednak nie zdobył żadnego medalu. Najlepszy wynik osiągnął tam w zjeździe, który ukończył na dwunastej pozycji. Ostatnie pucharowe podium wywalczył 11 lutego 1979 roku w Åre, gdzie zajął trzecie miejsce w slalomie. Było to także jego jedyne podium w sezonie 1978/1979, który ukończył na dziewiątej pozycji w klasyfikacji generalnej. Startował także w sezonie 1979/1980, jednak uzyskiwał słabe wyniki. Punktował tylko trzy razy, co dało mu 51. miejsce w klasyfikacji generalnej. Brał także udział w igrzyskach olimpijskich w Lake Placid w lutym 1980 roku, gdzie w swoim jedynym starcie, slalomie specjalnym, zajął ósme miejsce. W 1980 roku zakończył karierę. Kilkukrotnie był mistrzem Włoch: w kombinacji w 1970 roku, w slalomie w latach 1971 i 1973 oraz w gigancie w latach 1975 i 1977.
Po zakończeniu kariery został trenerem. Był między innymi trenerem Alberto Tomby w latach 1989–1996. Był także trenerem reprezentacji Włoch, pracując początkowo jako dyrektor techniczny, a od 1999 roku manager reprezentacji. Thöni był także chorążym reprezentacji Włoch podczas Zimowych Igrzysk olimpijskich 1976 i Zimowych Igrzysk olimpijskich 1980. Podczas ceremonii otwarcia igrzysk olimpijskich w Turynie w 2006 roku wniósł na stadion flagę olimpijską. W latach 1973 i 1974 otrzymywał nagrodę “Skieur d’Or”, przyznawaną przez Międzynarodowe Stowarzyszenie Dziennikarzy Narciarskich.

## Osiągnięcia

### Igrzyska olimpijskie
| Miejsce | Dzień     | Rok  | Miejscowość | Konkurencja | Czas biegu | Strata | Zwycięzca                 |
| ------- | --------- | ---- | ----------- | ----------- | ---------- | ------ | ------------------------- |
| 13.     | 7 lutego  | 1972 | Sapporo     | Zjazd       | 1:51,43    | +2,94  | Bernhard Russi            |
| 1.      | 10 lutego | 1972 | Sapporo     | Gigant      | 3:09,62    | –      | –                         |
| 2.      | 13 lutego | 1972 | Sapporo     | Slalom      | 1:49,27    | +1,01  | Francisco Fernández Ochoa |
| 26.     | 5 lutego  | 1976 | Innsbruck   | Zjazd       | 1:45,73    | +3,52  | Franz Klammer             |
| 4.      | 10 lutego | 1976 | Innsbruck   | Gigant      | 3:26,97    | +0,70  | Heini Hemmi               |
| 2.      | 14 lutego | 1976 | Innsbruck   | Slalom      | 2:03,29    | +0,44  | Piero Gros                |
| 8.      | 22 lutego | 1980 | Lake Placid | Slalom      | 1:44,26    | +1,73  | Ingemar Stenmark          |

### Mistrzostwa świata
| Miejsce | Dzień       | Rok  | Miejscowość            | Konkurencja | Czas biegu  | Strata  | Zwycięzca                 |
| ------- | ----------- | ---- | ---------------------- | ----------- | ----------- | ------- | ------------------------- |
| 4.      | 8 lutego    | 1970 | Val Gardena            | Slalom      | 1:39,47     | +0,76   | Jean-Noël Augert          |
| DNF     | 10 lutego   | 1970 | Val Gardena            | Gigant      | 4:19,19     | –       | Karl Schranz              |
| 13.     | 7 lutego    | 1972 | Sapporo                | Zjazd       | 1:51,43     | +2,94   | Bernhard Russi            |
| 1.      | 10 lutego   | 1972 | Sapporo                | Gigant      | 3:09,62     | –       | –                         |
| 2.      | 13 lutego   | 1972 | Sapporo                | Slalom      | 1:49,27     | +1,01   | Francisco Fernández Ochoa |
| 1.      | 13 lutego   | 1972 | Sapporo                | Kombinacja  | 21,12 pkt   | –       | –                         |
| 1.      | 5 lutego    | 1974 | Sankt Moritz           | Gigant      | 3:07,92     | –       | –                         |
| 1.      | 10 lutego   | 1974 | Sankt Moritz           | Slalom      | 1:49,98     | –       | –                         |
| 4.      | 10 lutego   | 1976 | Innsbruck              | Gigant      | 3:26,97     | +0,70   | Heini Hemmi               |
| 2.      | 14 lutego   | 1976 | Innsbruck              | Slalom      | 2:03,29     | +0,44   | Piero Gros                |
| 1.      | 14 lutego   | 1976 | Innsbruck              | Kombinacja  | 24,62 pkt   | –       | –                         |
| 12.     | 29 stycznia | 1978 | Garmisch-Partenkirchen | Zjazd       | 2:04,12     | +2,43   | Josef Walcher             |
| 24.     | 2 lutego    | 1978 | Garmisch-Partenkirchen | Gigant      | 3:02,52     | +6,62   | Ingemar Stenmark          |
| DNF     | 5 lutego    | 1978 | Garmisch-Partenkirchen | Slalom      | 1:39,54     | –       | Ingemar Stenmark          |
| 8.      | 22 lutego   | 1980 | Lake Placid            | Slalom      | 1:44,26 min | +1,73 s | Ingemar Stenmark          |

### Puchar Świata

#### Miejsca w klasyfikacji generalnej
- sezon 1969/1970: 3.
- sezon 1970/1971: 1.
- sezon 1971/1972: 1.
- sezon 1972/1973: 1.
- sezon 1973/1974: 2.
- sezon 1974/1975: 1.
- sezon 1975/1976: 3.
- sezon 1976/1977: 6.
- sezon 1977/1978: 26.
- sezon 1978/1979: 9.
- sezon 1979/1980: 51.

#### Zwycięstwa w zawodach
1. Val d’Isère – 11 grudnia 1969 (gigant)
2. Bad Hindelang – 4 stycznia 1970 (slalom)
3. Madonna di Campiglio – 29 stycznia 1970 (gigant)
4. Madonna di Campiglio – 30 stycznia 1970 (gigant)
5. Madonna di Campiglio – 10 stycznia 1971 (slalom)
6. Sugarloaf – 21 lutego 1971 (gigant)
7. Heavenly Valley – 25 lutego 1971 (slalom)
8. Heavenly Valley – 27 lutego 1971 (gigant)
9. Heavenly Valley – 2 marca 1972 (gigant)
10. Adelboden – 15 stycznia 1973 (gigant)
11. St. Anton am Arlberg – 4 lutego 1973 (slalom)
12. Mont-Sainte-Anne – 4 marca 1973 (slalom)
13. Adelboden – 21 stycznia 1974 (gigant)
14. Voss – 2 marca 1974 (gigant)
15. Vysoké Tatry – 10 marca 1974 (slalom)
16. Wengen – 12 stycznia 1975 (kombinacja)
17. Kitzbühel – 19 stycznia 1975 (kombinacja)
18. Chamonix – 30 stycznia 1975 (slalom)
19. Megève – 1 lutego 1975 (kombinacja)
20. Sun Valley – 15 marca 1975 (slalom)
21. Val Gardena – 23 marca 1975 (slalom równoległy)
22. Val d’Isère – 5 grudnia 1975 (gigant)
23. Adelboden – 12 stycznia 1976 (gigant)
24. Kitzbühel – 16 stycznia 1977 (kombinacja)

- 24 wygrane (11 gigantów, 8 slalomów, 4 kombinacje i 1 slalom równoległy)

### Pozostałe miejsca na podium
1. Lienz – 20 grudnia 1969 (gigant) – 2. miejsce
2. Kitzbühel – 18 stycznia 1970 (slalom) – 2. miejsce
3. Madonna di Campiglio – 31 stycznia 1970 (slalom) – 2. miejsce
4. Jackson Hole – 22 lutego 1970 (slalom) – 3. miejsce
5. Vancouver – 28 lutego 1970 (slalom) – 2. miejsce
6. Val d’Isère – 17 grudnia 1970 (gigant) – 3. miejsce
7. Madonna di Campiglio – 9 stycznia 1971 (slalom) – 3. miejsce
8. Sankt Moritz – 17 stycznia 1971 (slalom) – 3. miejsce
9. Adelboden – 18 stycznia 1971 (gigant) – 2. miejsce
10. Megève – 30 stycznia 1971 (slalom) – 2. miejsce
11. Mont-Sainte-Anne – 19 lutego 1971 (zjazd) – 3. miejsce
12. Åre – 14 marca 1971 (slalom) – 2. miejsce
13. Berchtesgaden – 10 stycznia 1972 (gigant) – 2. miejsce
14. Wengen – 23 stycznia 1972 (slalom) – 2. miejsce
15. Adelboden – 24 stycznia 1972 (gigant) – 3. miejsce
16. Banff – 19 lutego 1972 (slalom) – 3. miejsce
17. Pra Loup – 18 marca 1972 (slalom) – 2. miejsce
18. Pra Loup – 19 marca 1972 (gigant) – 2. miejsce
19. Madonna di Campiglio – 17 grudnia 1972 (slalom) – 2. miejsce
20. Megève – 19 stycznia 1973 (gigant) – 3. miejsce
21. Megève – 21 stycznia 1973 (slalom) – 2. miejsce
22. Kitzbühel – 28 stycznia 1973 (slalom) – 2. miejsce
23. Garmisch-Partenkirchen – 5 stycznia 1974 (slalom) – 2. miejsce
24. Berchtesgaden – 7 stycznia 1974 (gigant) – 2. miejsce
25. Morzine – 13 stycznia 1974 (gigant) – 3. miejsce
26. Kitzbühel – 27 stycznia 1974 (slalom) – 3. miejsce
27. Zakopane – 6 marca 1974 (slalom) – 2. miejsce
28. Garmisch-Partenkirchen – 6 stycznia 1975 (slalom) – 2. miejsce
29. Adelboden – 13 stycznia 1975 (gigant) – 2. miejsce
30. Kitzbühel – 18 stycznia 1975 (zjazd) – 2. miejsce
31. Garibaldi – 2 marca 1975 (gigant) – 3. miejsce
32. Garmisch-Partenkirchen – 9 stycznia 1976 (kombinacja) – 3. miejsce
33. Wengen – 11 stycznia 1976 (kombinacja) – 2. miejsce
34. Kitzbühel – 24 stycznia 1976 (slalom) – 2. miejsce
35. Kitzbühel – 25 stycznia 1976 (kombinacja) – 3. miejsce
36. Garmisch-Partenkirchen – 27 stycznia 1976 (gigant) – 2. miejsce
37. Copper Mountain – 2 marca 1976 (slalom) – 3. miejsce
38. Copper Mountain – 14 marca 1976 (slalom) – 3. miejsce
39. Madonna di Campiglio – 19 grudnia 1976 (slalom) – 3. miejsce
40. Ebnat-Kappel – 2 stycznia 1977 (gigant) – 3. miejsce
41. Wengen – 23 stycznia 1977 (kombinacja) – 2. miejsce
42. Åre – 20 marca 1977 (slalom) – 3. miejsce
43. Åre – 11 lutego 1979 (slalom) – 3. miejsce